# Thinophilus nitens
Thinophilus nitens är en tvåvingeart som beskrevs av Patrick Grootaert och Henk J.G. Meuffels 2001. Thinophilus nitens ingår i släktet Thinophilus och familjen styltflugor. Inga underarter finns listade i Catalogue of Life.